# ASEAN

██ Membrii ASEAN

Asociația națiunilor din sud-estul Asiei, conform, [The] Association of Southeast Asian Nations, abreviată frecvent ASEAN (pronunție [ˈɑːsi.ɑːn], ocazional pronunțat [ˈɑːzi.ɑːn]  în engleză, limba oficială a grupării ), este o organizație politică și economică a zece țări din Asia de sud-est, constituită la 8 august 1967 de Indonezia, Malaysia, Filipine, Singapore, Cambodia, Vietnam, Laos, și Thailanda.